# Станинская
Станинская — деревня в муниципальном округе Егорьевск Московской области России. 

## География
Деревня Станинская расположена в северо-западной части муниципального округа Егорьевск, примерно в 4 километрах к северу от города Егорьевск. В 1 километре к юго-западу от деревни протекает река Ватаженка. Высота над уровнем моря 134 метра.

## История
До отмены крепостного права жители деревни относились к разряду государственных крестьян.
После 1861 года деревня вошла в состав Нечаевской волости Егорьевского уезда. Приход находился в городе Егорьевске.
В 1926 году деревня входила в Алёшинский сельсовет Егорьевской волости Егорьевского уезда.
До 1994 года Станинская входила в состав Ефремовского сельсовета Егорьевского района, а в 1994—2006 году — Ефремовского сельского округа.
Входит в состав городского поселения Егорьевск.

## Демография
В 1885 году в деревне проживало 175 человек, в 1905 году — 145 человек (67 мужчин, 78 женщин), в 1926 году — 94 человека (47 мужчин, 47 женщин). По переписи 2002 года — 3 человека (1 мужчина, 2 женщины). Население — 30 чел. (2010).
| 1859 | 1868 | 1885 | 1905 | 2002 | 2006 | 2010 |
| ---- | ---- | ---- | ---- | ---- | ---- | ---- |
| 69   | ↗132 | ↗175 | ↘145 | ↘3   | ↗8   | ↗30  |